# Sousoší Nejsvětější Trojice (Ústí nad Orlicí)
Pozdně klasicistní pískovcové sousoší Nejsvětější Trojice z roku 1856 bylo původně postaveno v ulici T. G. Masaryka u čp. 116 a od roku 1987 se nalézá na bývalém hřbitově u kostela Nanebevzetí Panny Marie v Ústí nad Orlicí. Sousoší je od 1. 11. 1990 chráněno jako nemovitá kulturní památka ČR.

## Popis
Na nízkém hranolovém nahoře okoseném podstavci stojí vyšší pilíř ozdobený na bocích volutami. Mezi volutami je umístěn ozdobný vystouplý rámeček s reliéfní postavou svatého Ignáce oděného v kněžském rouchu. Nad světcem jsou v oblacích dva andílci, nad kterými je ve svatozáři nápis IHS. Pilíř je zakončen nahoru vyklenutou profilovanou římsou ozdobenou dvěma hlavičkami andílků.
Na římse stojí odstupněný profilovaný hranol dole vydutý a ozdobený stylizovanými květy. Na čelní straně hranolu se nalézá reliéf Panny Marie Immaculaty s rukama sepjatýma na prsou. Hranol je nahoře zakončen hlavicí s volutami, listy a květy.
Na hlavici vlevo sedí na oblacích, ozdobených čtyřmi hlavičkami andílků, Kristus. Přes pravé rameno má kříž, který drží pravou rukou, přes levé rameno a pás má přehozen plášť. Vpravo sedí Bůh Otec v dlouhém šatu s levou rukou na klíně. Nad oběma se tyčí ve svatozáři Duch svatý.
Na hranolovém podstavci sousoší jsou vytesány nápisy: 
- vpředu: GLORIA PATRI, FILIO, SPIRITVL=/ QVE SANCTO SICVTA PRINCIPIO/ EXNVNC PER SAECVLA SECVLORVM.
- Vzadu: Errichtet v. Ignatz u. Barbora Reifs / in Jahre / 1856.

V roce 2014 proběhlo celkové restaurování sousoší, včetně doplnění chybějících částí.

## Fotogalerie

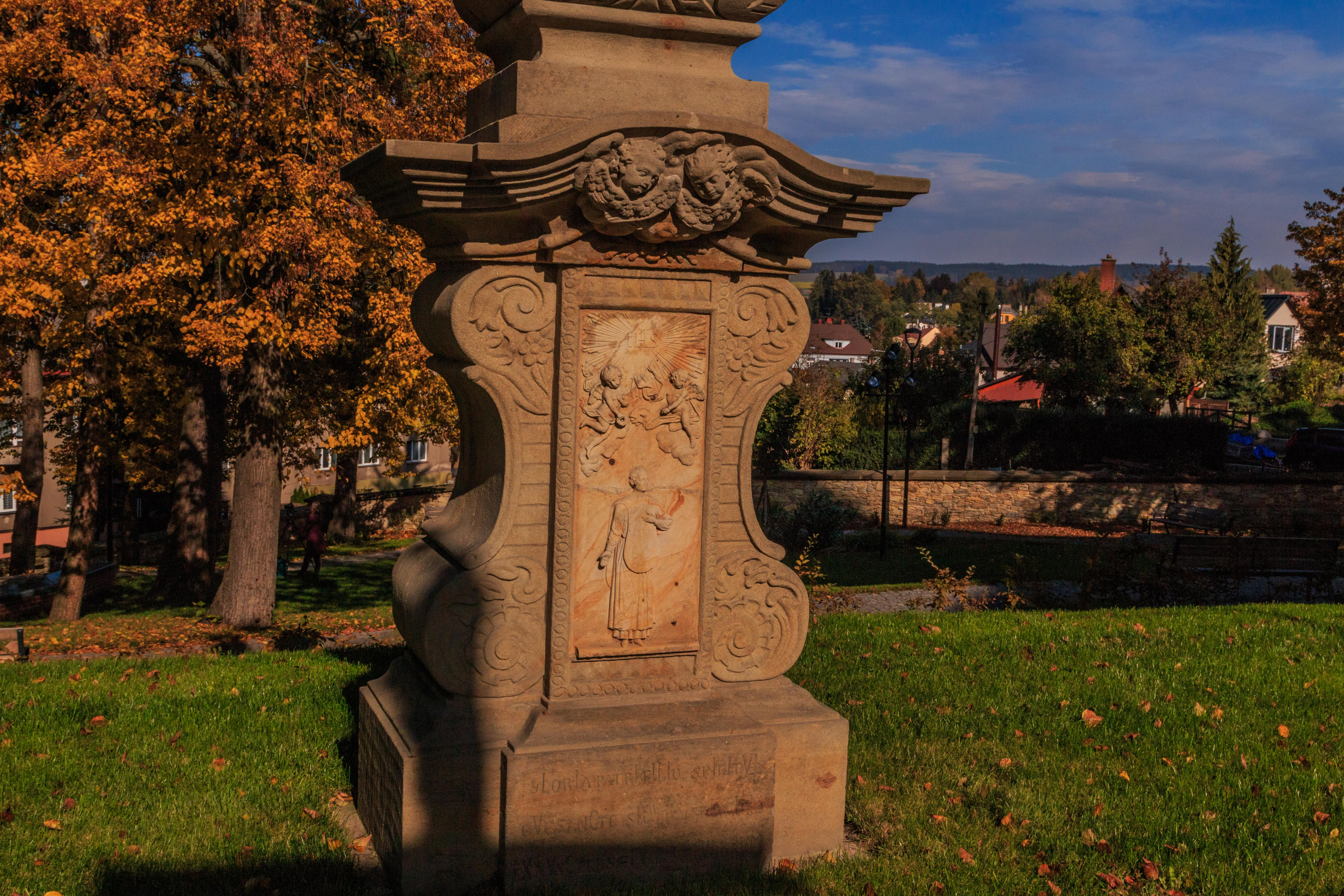
detaily sousoší Nejsvětější Trojice
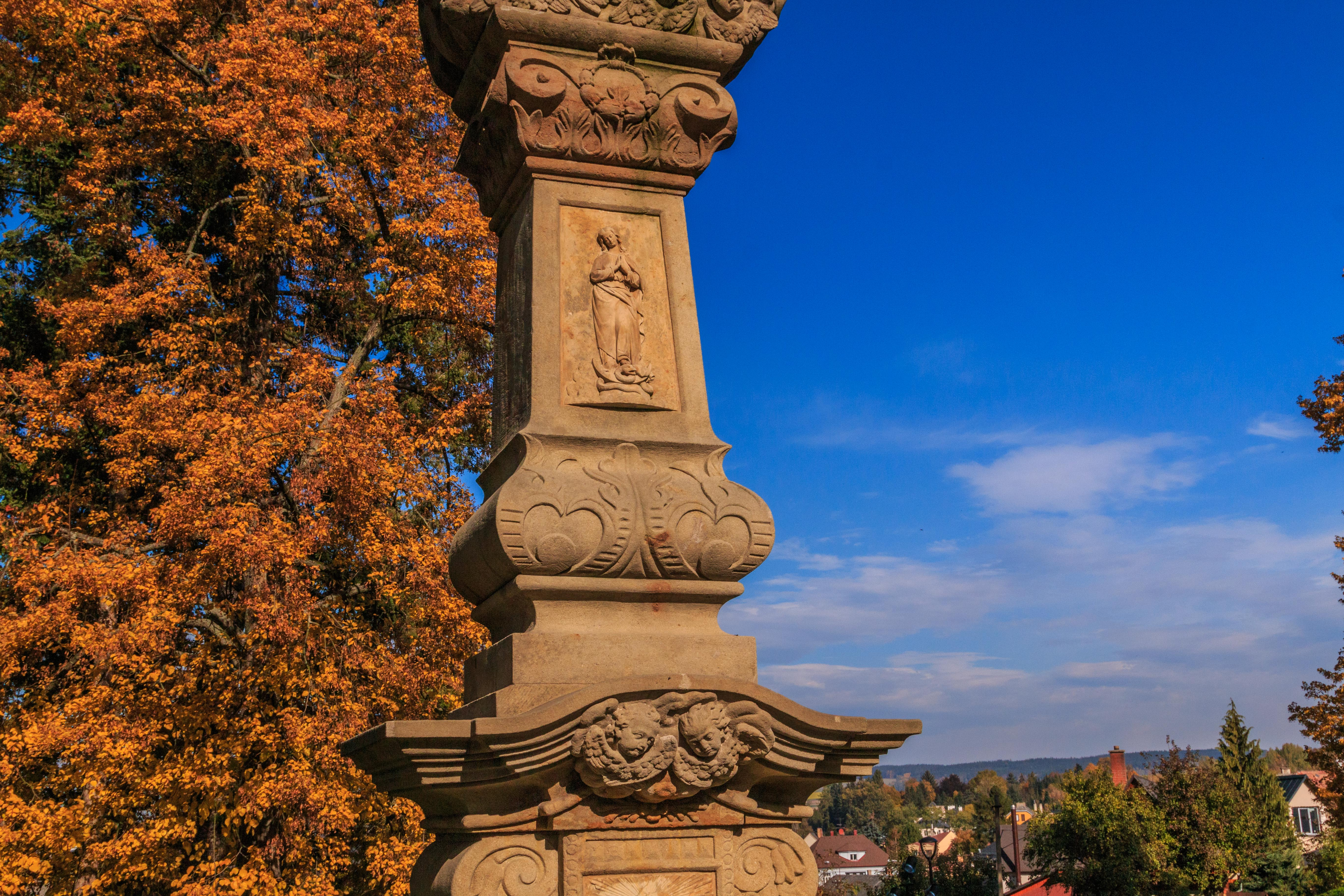
detaily sousoší Nejsvětější Trojice
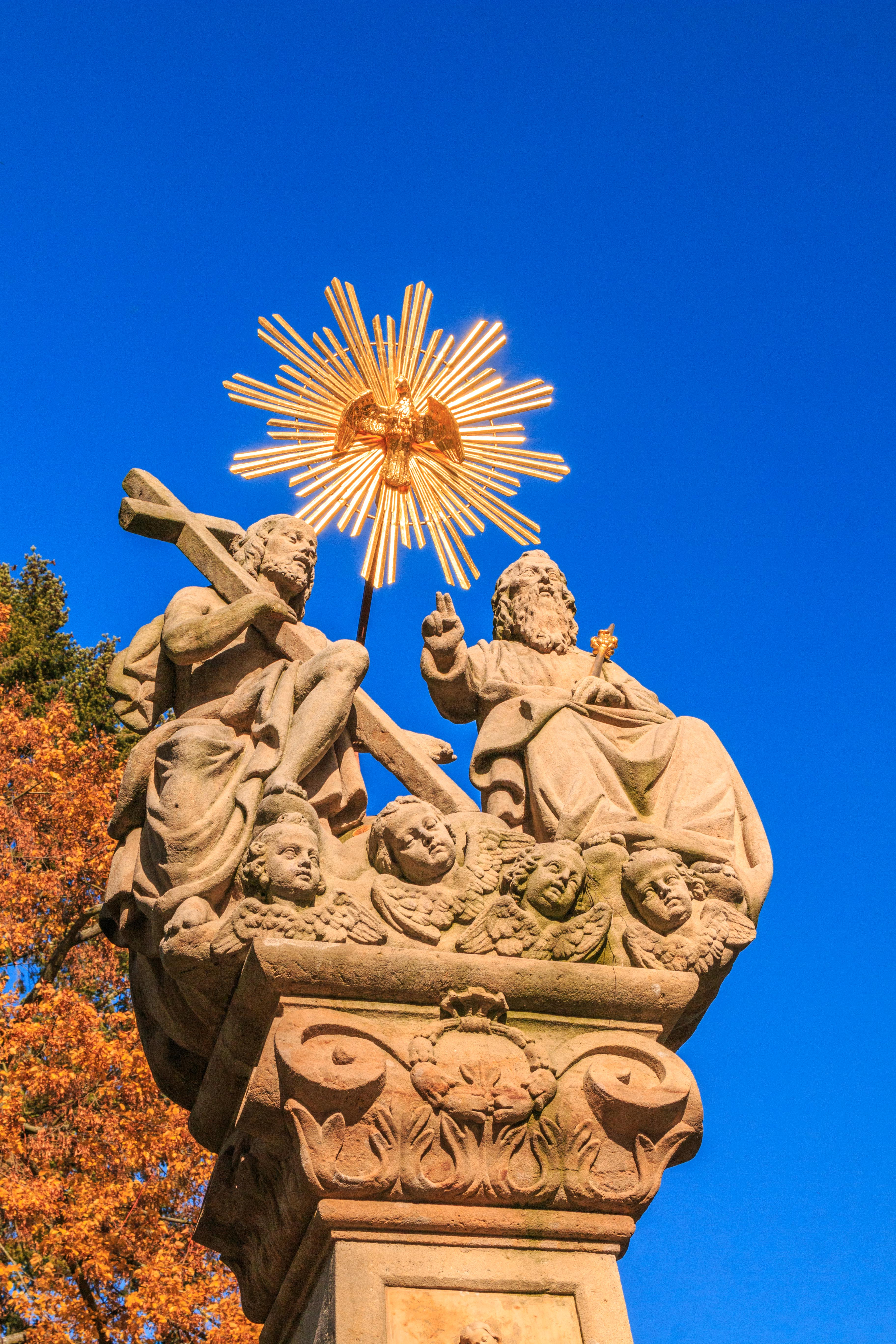
detaily sousoší Nejsvětější Trojice
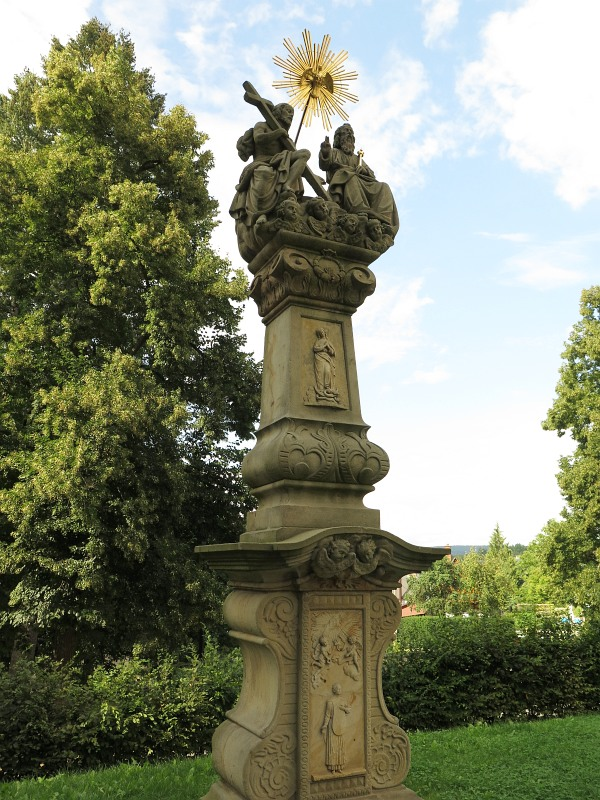
sousoší Nejsvětější Trojice